# Eleição municipal de Goiânia em 2008
A eleição municipal da cidade brasileira de Goiânia em 2008 ocorreu em 5 de outubro de 2008. O prefeito era Iris Rezende, do PMDB, que tentou a reeleição. O prefeito Iris Rezende, do PMDB, foi reeleito prefeito de Goiânia ainda no primeiro turno.

## Candidatos
|  | Nº | Candidato(a) a prefeito | Candidato(a) a prefeito                                         | Candidato(a) a vice-prefeito | Candidato(a) a vice-prefeito                         | Coligação |
|  | -- | ----------------------- | --------------------------------------------------------------- | ---------------------------- | ---------------------------------------------------- | --- |
|  | 15 |                         | Iris Rezende (PMDB) Iris Rezende Machado                        |                              | Paulo Garcia (PT) Paulo de Siqueira Garcia           | Goiânia em Primeiro Lugar - Partido do Movimento Democrático Brasileiro (PMDB) - Partido dos Trabalhadores (PT) - Partido Democrático Trabalhista (PDT) - Partido da Social Democrata Cristão (PSDC) - Partido Social Liberal (PSL) - Partido Renovador Trabalhista Brasileiro (PRTB) - Partido Humanista da Solidariedade (PHS) - Partido da Mobilização Nacional (PMN) - Partido Trabalhista Cristão (PTC) - Partido Republicano Progressista (PRP) - Partido Comunista do Brasil (PCdoB) - Partido Social Cristão (PSC) - Partido Republicano Brasileiro (PRB) |
|  | 11 |                         | Sandes Júnior (PP) João Sandes Júnior                           |                              | Guilherme de Freitas (PTN) Guilherme Freitas Souza   | Goiânia da Gente - Partido Progressista (PP) - Partido Trabalhista Nacional (PTN) - Partido da Social Democracia Brasileira (PSDB) - Partido Trabalhista Brasileiro (PTB) - Partido Trabalhista do Brasil (PTdoB) - Democratas (DEM) - Partido Socialista Brasileiro (PSB) - Partido da República (PR) |
|  | 23 |                         | Gilvane Felipe (PPS) Gilvane Felipe                             |                              | Jacqueline Vieira (PV) Jacqueline Vieira da Silva    | Goiânia em Movimento - Partido Popular Socialista (PPS) - Partido Verde (PV) |
|  | 50 |                         | Martiniano Cavalcante (PSOL) Martiniano Pereira Cavalcante Neto |                              | Constantino Isidoro (PSOL) Constantino Isidoro Filho | Frente de Esquerda - O Poder em suas Mãos - Partido Socialismo e Liberdade (PSOL) - Partido Comunista Brasileiro (PCB) - Partido Socialista dos Trabalhadores Unificado (PSTU) |

## Resultado da eleição para prefeito
| Iris Rezende (PMDB)          | Paulo Garcia (PT)          | 472.319 | 74,16%  |
| Sandes Júnior (PP)           | Guilherme de Freitas (PTN) | 100.335 | 15,75%  |
| Gilvane Felipe (PPS)         | Jacqueline Vieira (PV)     | 33.129  | 5,20%   |
| Martiniano Cavalcante (PSOL) | Constantino Isidoro (PSOL) | 31.066  | 4,88%   |
| Total de votos válidos       | Total de votos válidos     | 636.849 | 100,00% |
| Votos apurados               |                            |         |         |
| Votos válidos                | Votos válidos              | 636.849 | 91,30%  |
| Votos em branco              | Votos em branco            | 18.414  | 2,64%   |
| Votos nulos                  | Votos nulos                | 42.285  | 6,06%   |
| Total de votos apurados      | Total de votos apurados    | 697.548 | 100,00% |
| Eleitores                    |                            |         |         |
| Comparecimento               | Comparecimento             | 697.548 | 82,69%  |
| Abstenções                   | Abstenções                 | 145.992 | 17,31%  |
| Total de eleitores           | Total de eleitores         | 843.540 | 100,00% |
| Total de seções: 2.249       |                            |         |         |

### Vereadores eleitos[2]
| Candidato(a)                           | Partido   | Votação |
| -------------------------------------- | --------- | ------- |
| BRUNO REGIANY PEIXOTO PIMENTA          | (PMDB)    | 12.850  |
| FRANCISCO RODRIGUES VALE JUNIOR        | (PMDB)    | 11.462  |
| TULIO HUMBERTO PEREIRA COSTA           | (PMDB)    | 10.401  |
| LENIRA TATIANA LEMOS VIEIRA CHADUD     | (PDT)     | 10.182  |
| IRAM DE ALMEIDA SARAIVA                | (PMDB)    | 8.380   |
| DANIEL ELIAS CARVALHO VILELA           | (PMDB)    | 8.283   |
| GIANCARLO SAID RIBEIRO                 | (PTC)     | 7.271   |
| IZIDIO ALVES DE SOUZA                  | (PMDB)    | 6.814   |
| FÁBIO TOKARSKI                         | (PC do B) | 6.7051  |
| RUSEMBERGUE BARBOSA DE ALMEIDA         | (PRB)     | 6.673   |
| CLÉCIO ANTÔNIO ALVES                   | (PMDB)    | 6.333   |
| DEIVISON RODRIGUES DA COSTA            | (PT do B) | 6.290   |
| GIOVANI ANTONIO BARBOSA                | (PSDB)    | 5.930   |
| SIMEYZON SINELIZ FERNANDES DA SILVEIRA | (PSC)     | 5.914   |
| HENRIQUE PAULISTA ARANTES              | (PTB)     | 5.368   |
| PAULO SERGIO POVOA BORGES              | (PMDB)    | 5.320   |
| JOSÉ MAURÍCIO BERALDO                  | (PSDB)    | 5.014   |
| MARIA APARECIDA DE SIQUEIRA            | (PT)      | 4.859   |
| ANSELMO PEREIRA DA SILVA SOBRINHO      | (PSDB)    | 4.813   |
| JUAREZ DE SOUZA LOPES                  | (PTN)     | 4.802   |
| DJALMA COTINGUIBA ARAUJO               | (PT)      | 4.781   |
| SANTANA DA SILVA GOMES                 | (PMDB)    | 4.739   |
| VIRMONDES BORGES CRUVINEL FILHO        | (PSDC)    | 4.736   |
| AGENOR MARIANO DA SILVA NETO           | (PMDB)    | 4.685   |
| CELIA MARIA DA SILVA VALADÃO           | (PMDB)    | 4.628   |
| SEBASTIÃO MENDES DOS SANTOS            | (PR)      | 4.539   |
| ANDERSON CRUZ E FREIRE                 | (PSB)     | 4.411   |
| JOAO FERREIRA GUIMARAES                | (PRB)     | 3.834   |
| PAULO CESAR DE SOUSA                   | (PDT)     | 3.676   |
| RICHARD NIXON DE MENEZES               | (PRTB)    | 3.591   |
| CHARLES BENTO EVANGELISTA              | (PRTB)    | 3.504   |
| FABIO ALVES CAIXETA                    | (PMN)     | 3.156   |
| ALFREDO DA ROCHA ARAUJO FILHO          | (PR)      | 3.147   |
| JOSE BATISTA DA SILVA                  | (PSL)     | 3.089   |
| ELIAS VAZ DE ANDRADE                   | (PSOL)    | 2.698   |